# (100048) 1991 TE14
(100048) 1991 TE14 — астероїд головного поясу, відкритий 2 жовтня 1991 року.
Тіссеранів параметр щодо Юпітера — 2,990.